# Takanori
Takanori ist ein männlicher japanischer Vorname.

## Bekannte Namensträger
- Takanori Aoki (* 1977), japanischer Badmintonspieler
- Takanori Kōno (* 1969), japanischer Nordischer Kombinierer
- Takanori Nishikawa (* 1970), japanischer Popsänger
- Ogisu Takanori (1901–1986), japanischer Maler